# Saturday Night Fever
Saturday Night Fever là một bộ phim nhạc kịch của Mỹ năm 1977 do John Badham đạo diễn với John Travolta đóng vai Tony Manero, một thanh niên giai cấp công nhân đang nghỉ hè và chơi nhạc tại một vũ trường ở Brooklyn. Karen Lynn Gorney đóng vai Stephanie Mangano, bạn nhảy của Tony và cuối cùng trở thành bạn tâm giao; và Donna Pescow vai Annette, bạn nhảy cũ của Tony và bạn gái dự định của anh. Khi ở vũ trường disco, Tony là vũ công vô địch. Bạn bè và các sàn nhảy cuối tuần của anh giúp Tony đối phó với những thực tế khắc nghiệt của cuộc đời: một công việc chán ngắt, đụng độ với gia đình không chăm sóc và hay cãi cọ, căng thẳng chủng tộc trong cộng đồng địa phương và sự bồn chồn của chính anh.
Câu chuyện dựa trên một bài báo trên tạp chí New York năm 1976 của nhà văn người Anh Nik Cohn, "Các nghi lễ của bộ lạc vào đêm thứ bảy mới" (Tribal Rites of the New Saturday Night); Vào giữa những năm 1990, Cohn thừa nhận rằng ông đã sáng tác ra bài báo. Là một người mới đến Hoa Kỳ và một người xa lạ với lối sống disco, Cohn không thể giải thích được nền văn hóa ông đã được chỉ định để viết; Thay vào đó, nhân vật trở thành Tony Manero dựa trên một người quen Mod của Cohn.
Bộ phim đã thành công lớn về thương mại và góp phần phổ biến nhạc disco trên khắp thế giới và khiến Travolta, vốn đã nổi tiếng từ vai diễn của mình trên chương trình Welcome Back, Kotter, trở thành một cái tên thân thuộc của mọi gia đình. Nhạc phim của Saturday Night Fever, với các bài hát của Bee Gees, trở thành một trong các album nhạc phim bán chạy nhất lịch sử. Bộ phim giới thiệu các khía cạnh của âm nhạc, khiêu vũ, và các tiểu văn hóa xung quanh thời đại disco: giai điệu với dàn nhạc giao hưởng; phong cách ăn mặc haute couture; tình dục thoải mái thời trước khi có bệnh AIDS; và các bài vũ đạo duyên dáng.Phần tiếp theo Staying Alive (1983) cũng do John Travolta đóng vai chính và được Sylvester Stallone đạo diễn, nhưng nhận được sự tiếp nhận kém tích cực hơn. Trong năm 2010, Saturday Night Fever được Thư viện Quốc hội Hoa Kỳ đánh giá là "có ý nghĩa quan trọng về văn hoá, lịch sử, hoặc thẩm mỹ" và được lựa chọn để bảo quản trong Viện lưu trữ phim quốc gia Hoa Kỳ.